# Switch (дебетова картка)

Логотип

Switch — була дебетовою карткою, що випускалася в Великій Британії, і в 2002 перейменована в Maestro, власником якого є MasterCard. До свого перейменування картка Switch створила сильний бренд у своїй країні та протягом декількох років після закриття цієї картки люди продовжували використовувати дану назву для позначення дебетових транзакцій. 

## Історія
Switch запущена в 1988 банками Midland Bank, National Westminster Bank і Королівським банком Шотландії як багатофункціональна гарантована чеками картка і банкоматна картка. 
Наприкінці 2002 цей картковий бренд об'єднаний з іншим брендом міжнародних дебетових карток Maestro, власником якого є MasterCard. Це об'єднання названо «весіллям пінгвінів» через рекламу, створену аніматором Джоел Велтч, що супроводжувала процес інтеграції в міжнародну мережу Maestro. Після об'єднання, картки Switch виведені з обігу та клієнти перейшли на картки Maestro. 